# Аветисян, Петрос
Петрос Аветисян (арм. Պետրոս Ավետիսյան; род. 7 января 1996, Ереван) — армянский футболист, полузащитник.

## Карьера
Родился в Ереване. Начал свою карьеру в футбольной школе Малатии, которая позже была переименована в «Бананц». После того, как Петрос прошёл все молодёжные уровне, он стал лучшим бомбардиром «Бананца-2» в Первой лиге Армении в сезоне 2014/15 и перешёл в первую команду клуба.
11 ноября 2014 года он дебютировал в Премьер-Лиге Армении в выездном матче против «Пюника». Через две недели он дебютировал в стартовом составе «Бананца».
В 2015/16 он был одним из ключевых игроков «Бананца». Клуб выиграл Кубок Армении в том сезоне. Его талант был оценён многими футбольными специалистами.
29 июля 2016 года Аветисян подписал арендное соглашение с ереванским «Пюником» на 6 месяцев и сыграл почти все матчи в стартовом составе клуба в первой половине сезона 2016/17. 23 января 2017 года он перешёл в «Пюник» на постоянной основе.
В начале 2018 года он был близок к переходу в украинский клуб «Заря», но трансфер не состоялся из-за завышенных требований клуба «Пюник».
27 февраля 2019 года Аветисян подписал контракт с клубом «Арарат-Армения» и отличился голом в первом матче за новый клуб, поразив ворота ереванского «Арарата» (4:1). В составе Арарат-Армении он стал чемпионом Армении сезона 2019/20 и выиграл суперкубок страны.

## В сборной
Аветисян дебютировал в молодёжной сборной Армении 8 сентября 2015 года в домашнем матче против Румынии (2:3).
3 ноября 2016 года он был впервые вызван в национальную сборную, но на поле не выходил.
13 июня 2017 года он забил свой первый гол за Армению U-21 в качестве капитана в матче против Гибралтара U-21 в отборе на молодёжное Евро-2019.
26 марта 2019 года дебютировал за основную сборную Армении в матче с Финляндией (0:2) в рамках отбора к Евро-2020.

## Достижения
«Пюник»
- Обладатель Кубка Армении: 2015/16

«Арарат-Армения»
- Чемпион Армении: 2019/20
- Обладатель Суперкубка Армении: 2020

«Тобол» Костанай
- Серебряный призёр чемпионата Казахстана: 2020